# Доорс (филм)
„Доорс“ (на английски: The Doors) е американски филм от 1991 година, в който се разказва за едноименната рок група от 1960-те и началото на 1970-те години – „Дорс“. Филмът е предимно за соло вокалиста на групата Джим Морисън, в чиято роля влиза Вал Килмър. Режисьор на филма е Оливър Стоун. Мег Райън играе ролята на дългогодишната приятелка на Морисън, Памела Корсън.

## Сюжет
Филмът създава образа на Морисън като идол на 60-те години, на контракултурата, свободния дух и начина на живот на хипитата. Но освен това „Доорс“ показва и другата страна на Морисън – употребата на наркотици, алкохол, халюциногени. Показана е и неговата фиксация, пристрастяване и параноя на тема смърт.

## В ролите
| Изпълнител             | Роля                   |
| ---------------------- | ---------------------- |
| Вал Килмър             | Джим Морисън           |
| Кевин Дилън            | Джон Дензмор           |
| Кайл Маклоклан         | Рей Манзарек           |
| Кетлин Куинлан         | Патриша Кенели         |
| Мег Райън              | Памела Карсън          |
| Франк Уейли            | Роби Кригър            |
| Джош Евънс             | Бил Сидънс             |
| Криспин Глоувър        | Анди Уорхол            |
| Кели Ху                | Дороти                 |
| Били Айдъл             | Кат                    |
| Патриша Кенъли-Морисън | келтска езическа жрица |
| Майкъл Медсън          | Том Бейкър             |
| Костас Мандилор        | Италиански граф        |
| Пол Уилямс             | Уорхол PR              |
| Джон Дензмор           | студио инженер         |

## Любопитно
- Във филма се изпълняват няколко песни на „Доорс“, като някои от тях от самия Вал Килмър.
- 30 години от премиерата на филма The Doors БНР, Програма Христо Ботев. Публикувано на 01 март 21 в 09:10